# 12 v. Chr.
Portal Geschichte | Portal Biografien | Aktuelle Ereignisse | Jahreskalender | Tagesartikel

◄ |
2. Jahrhundert v. Chr. |
1. Jahrhundert v. Chr. |
1. Jahrhundert |
►

◄ | 30er v. Chr. | 20er v. Chr. | 10er v. Chr. | 0er v. Chr. |
0er |
►

◄◄ | ◄ | 15 v. Chr. | 14 v. Chr. | 13 v. Chr. | 12 v. Chr. |
11 v. Chr. |
10 v. Chr. |
9 v. Chr. |
► |
►►
Staatsoberhäupter

## Ereignisse

### Politik und Weltgeschehen

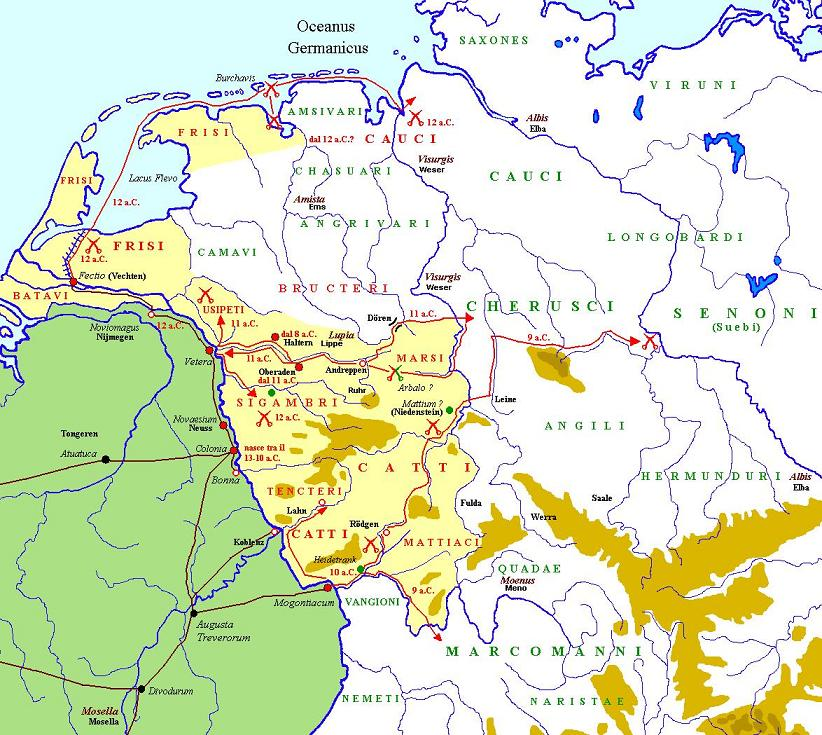
Feldzüge des Drusus in Germanien

- Spätsommer: Die Augusteischen Germanenkriege beginnen mit dem ersten Drusus-Feldzug: Der germanische Volksstamm der Bataver wird von den Römern unter Drusus unterworfen, der bis an die Nordseeküste vorstößt.
- Die Römer legen am Rhein die Siedlungen Antunnacum (Andernach) und Bonna (Bonn) an.

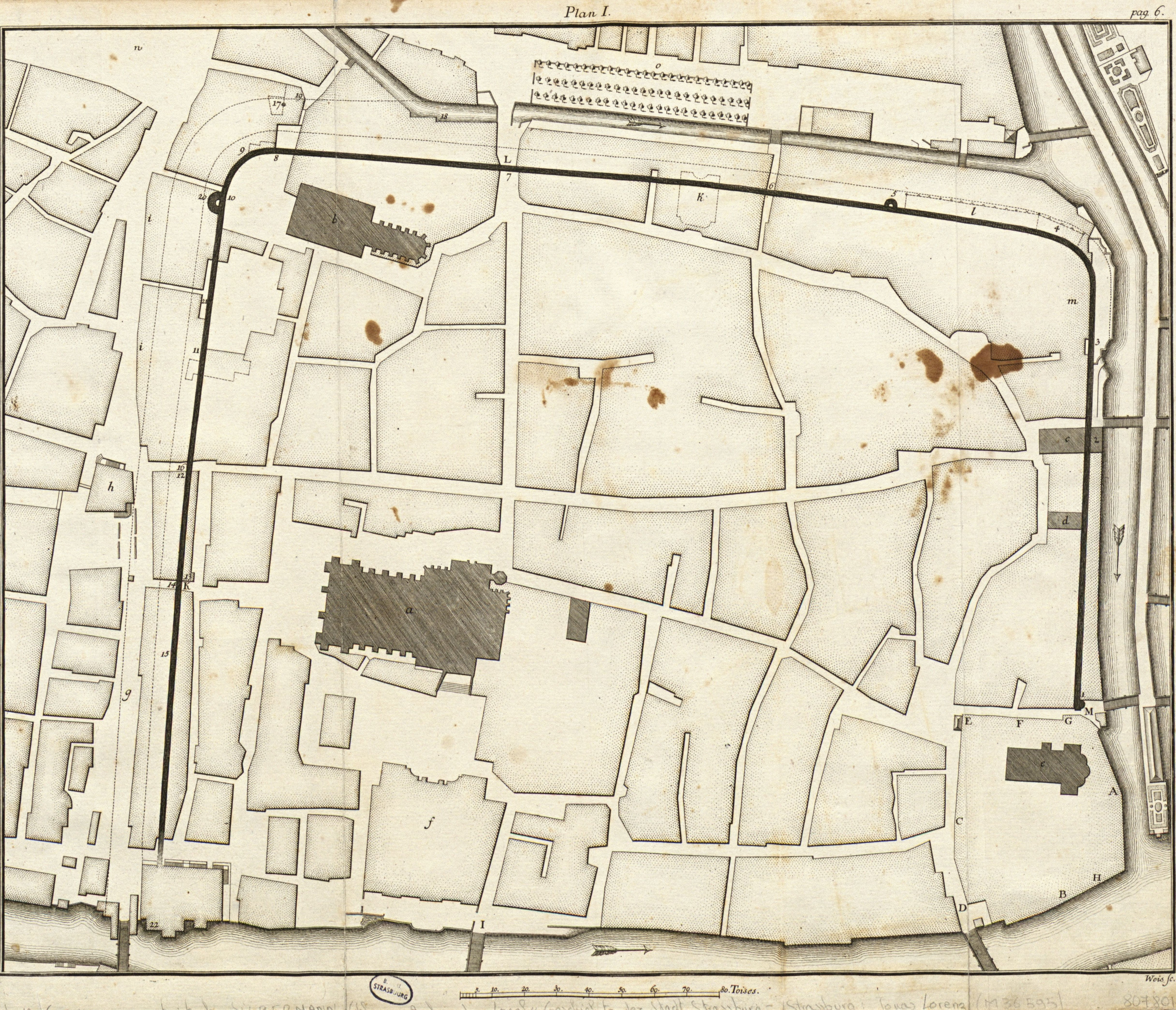
Das römische Argentoratum auf einem Plan von Straßburg, 18. Jahrhundert

- Der römische Feldherr Drusus gründet am Oberrhein das Lager Argentoratum am Ort des heutigen Straßburg.

- 13/12: Gründung des Castra Mogontiacum eines römischen Zweilegionenlagers (ca. 36 ha) im Gebiet des heutigen Mainzer rechtsrheinischen Stadtteils Kästrich.
- 13/12 v. Chr.: Am Niederrhein entsteht das Lager Castra Vetera in der Nähe des heutigen Xanten.

### Wissenschaft und Technik
- Wiederkehr des Halleyschen Kometen

### Kultur
- Der verstorbene Volkstribun und Prätor Gaius Cestius Epulo wird vermutlich um 18 – 12 v. Chr. in der für ihn errichteten Cestius-Pyramide in Rom beigesetzt.

### Religion
- Kaiser Augustus wird zum Pontifex Maximus gewählt (Oberster des Priesterkollegiums).

## Geboren
- Agrippa Postumus, römischer Patrizier († 14 n. Chr.)
- um 12 v. Chr.: Herodes von Chalkis, König von Chalkis († 48 n. Chr.)
- um 12 v. Chr.: Tiberius Iulius Alexander, römischer Beamter, romanisierter Jude aus Alexandria in Ägypten († nach 50 n. Chr.)

## Gestorben
- Marcus Vipsanius Agrippa, römischer Feldherr (* 64 oder 63 v. Chr.)
- Marcus Aemilius Lepidus, römischer Politiker (* um 90 v. Chr.)
- Marcus Valerius Messalla Appianus, römischer Politiker
- Mithridates III., König von Kommagene